# Seven Women
Seven Women is een Amerikaanse dramafilm uit 1966 onder regie van John Ford. Het scenario is gebaseerd op de novelle Chinese Finale van de Britse auteur Norah Lofts. De film werd destijds uitgebracht onder de titel Zeven vrouwen.

## Verhaal
Een jonge vrouwelijke arts wordt in 1935 naar een Amerikaanse missiepost gestuurd op de grens tussen China en Mongolië. Ze krijgt al vlug last met het verbitterde hoofd van de missiepost. Intussen moeten de zendelingen het hoofd bieden aan binnenvallende Mongoolse horden.

## Rolverdeling
| Acteur            | Personage           |
| ----------------- | ------------------- |
| Anne Bancroft     | Dr. D.R. Cartwright |
| Sue Lyon          | Emma Clark          |
| Margaret Leighton | Agatha Andrews      |
| Flora Robson      | Juffrouw Binns      |
| Mildred Dunnock   | Jane Argent         |
| Betty Field       | Florrie Pether      |
| Anna Lee          | Mevrouw Russell     |
| Eddie Albert      | Charles Pether      |
| Mike Mazurki      | Tunga Khan          |
| Woody Strode      | Krijger             |
| Jane Chang        | Juffrouw Ling       |
| Hans William Lee  | Kim                 |
| H.W. Gim          | Koelie              |
| Irene Tsu         | Chinees meisje      |